# Соколов, Василий Фёдорович
Василий Фёдорович Соколов (ум. 1862) — русский писатель.

## Биография
Жил в Воронеже. Как указывал в 1985 году историк воронежской литературной жизни О. Г. Ласунский, «к сожалению, о биографии этого человека почти ничего не известно», хотя и можно понять из его произведений, что, «по всей очевидности, Соколов был разночинцем, терпел лишения, не имел постоянного угла». В начале 1850-х годов в «Воронежских губернских ведомостях» был напечатан небольшой рассказ из народной жизни.
Согласно Словарю Брокгауза и Ефрона, «талант В. Ф. Соколова был загублен известной русской „слабостью“».
Согласно некрологу в «Воронежских губернских ведомостях», писатель умер в конце 1862 года в воронежской больнице приказа общественного призрения.

## Произведения
Как отмечено в Словаре Брокгауза и Ефрона, первые повести Соколова — «Рыженькая» (в журнале «Современник», 1853) и «Неудачи» (в журнале «Русский Вестник», 1857) — были встречены критикой очень сочувственно. Также и Н. А. Некрасов в письме И. С. Тургеневу выделял повесть Василия Соколова среди напечатанных в «Современнике» произведений:

Во 2-м № прочти повесть «Рыженькая». Новый автор. Не то чтобы очень даровито, но исполнено простоты и истины, притом лица, при всей их обыкновенности, как-то с особенным тактом очерчены.— Некрасов Н. А. — Тургеневу И. С., письмо от 20 января 1853 г.
По мнению О. Г. Ласунского, «Рыженькая» написана в традициях гоголевской школы:

Некоторые расставленные в повести акценты и само описание города, в котором угадывается Воронеж, заставляют предположить в ней наличие автобиографических моментов. Соколов изображает хорошо ему знакомый грубый мещанско-разночинский уклад жизни в провинциальном обществе. Герой произведения — скромный и робкий учитель Яков Иваныч Белоконов. Он дает бесплатные уроки музыки рыженькой Олиньке, дочери мелкого плутоватого чиновника, погрязшего в обывательской тине, очерствевшего нравственно от вечной борьбы за существование. Любовная интрига органически вплетается в социальную проблематику повести. В основе сюжета — судьба двух «бедных людей» (чувствуется безусловное влияние соответствующей повести Ф. М. Достоевского), не защищённых перед лицом сурового внешнего мира, не могущих противопоставить ему ничего, кроме доброго сердца и бескорыстного участия к людям. В произведении немало верных картин, схваченных кистью талантливого художника.
В некоторых источниках Соколову также ошибочно приписан очерк «Голубятники (Очерк из жизни тульских оружейников)», напечатанный в 1863 году.